# Държавна награда „Единадесети октомври“
Държавната награда „Единадесети октомври“ (на македонска литературна норма: Државна награда „11 октомври“) е ежегодна награда от високо ниво на Република Северна Македония.
Традиционно се връчва на чествания Ден на народното въстание на 11 октомври. С нея се отдава най-високо признание за цялостно дело и творчество в областта на науката, изкуството, стопанството и в други дейности от обществен интерес. Годишно се дават до 5 награди.

## Носители
| Година | Носител |
| ------ | --- |
| 1964   | Димитър Солев |
| 1966   | Георги Чупона |
| 1968   | Димитър Солев |
| 1969   | Георги Божиков, Петре Богданов, Станимир Йовановски и Петър Хаджибошков                                                                                                |
| 1975   | Александър Лековски, Янко Константинов |
| 1977   | Дарко Маркович, Йоана Поповска |
| 1978   | Ана Темкова, Васко Ташковски, Борко Лазески, Глигор Чемерски, Зина Креля                                                                                               |
| 1979   | Ацо Стефановски |
| 1980   | Горан Стефановски, Борислав Траиковски |
| 1981   | Стоян Попов, Любиша Георгиевски |
| 1982   | Мето Йовановски, Пецо Видимче |
| 1983   | Стево Спасовски |
| 1984   | Ристо Аврамовски, Владимир Костов |
| 1985   | Ненад Стояновски |
| 1986   | Душко Костовски |
| 1988   | Ристо Стефановски, Томо Шияк |
| 1989   | Горазд Росоклия, Трайче Яневски |
| 1990   | НИП „Студентски збор“ - Скопие |
| 1994   | Благоя Дрънков |
| 1995   | Милчо Манчевски |
| 1998   | Галаба Паликрушева, Таки Павловски |
| 1999   | Димитър Станкоски, Владимир Светиев |
| 2000   | Ристо Аврамовски |
| 2001   | Мето Йовановски, Александар Цветковски, Запро Запров, Стоян Стойков, Димитър Кафтанджиев, Държавен архив на Македония и Ристо Гушков                                   |
| 2002   | Анте Поповски, Никола Клюсев, Снежана Стамеска и Славица Перовска-Галич                                                                                                |
| 2003   | Институт за македонски език „Кръсте Мисирков“, Люпчо Айдински, Тале Огненовски, Зоица Пуровска Велевска и Борис Попгьорчев                                             |
| 2004   | Клиника за урология „Д-р Иван Влашки“, Али Алиу, Йордан Савевски и Георги Сталев                                                                                       |
| 2005   | Вера Стойчевска-Антич, Ремзи Бала, Македонско лекарско дружество и Боян Шоптраянов                                                                                     |
| 2006   | Философски, Филологически и Природо-математически факултет на Скопския университет, Търпе Груевски, Виолета Панзова, Авзи Мустафа, Любинка Басотова и Илко Стефановски |
| 2007   | Томислав Тодоровски |
| 2008   | Коста Пеев, Михайло Миновски, Божин Павловски и Изследователски център за генно инженерство и биотехнология на МАНИ                                                    |
| 2009   | Момир Поленакович |
| 2010   | Раде Силян, Глигор Тренчевски и Серафим Томовски |
| 2011   | Таня Вуисич-Тодоровска, Ресул Шабани и Петър Темелковски |
| 2012   | Владо Камбовски и Димитър Мирчев, Веле Смилевски и Борис Траянов, Самуел Садикарио                                                                                     |
| 2013   | Сърджан Керим, Решат Амети и Драгослав Аргировски |
| 2014   | Деяан Докич и Зоран Тодоровски и Рамадан Шукри, Ваня Лазарова и Катица Кюлавкова                                                                                       |
| 2015   | Митко Маджунков, Никола Янкуловски, Махмуд Хиса и Марян Димитриевски                                                                                                   |
| 2016   | Благоя Маневски, Раим Ганийи, Елена Мисиркова и Атила Клинче |
| 2017   | Влатко Стефановски, Амет Шериф |
| 2018   | Драги Михайловски, Ристо Лазаров, Петре Арсовски, Александър Ставридис                                                                                                 |
| 2019   | Петър Мирчевски, Любчо Коцарев, Димитрие Дурацовски |
| 2020   | не е връчена |
| 2021   | Атанас Вангелов, Павле Кузмановски, Бедиа Бегова, Махи Несими |
| 2022   | Методи Чепреганов (наука), Линдита Ахмети, Томислав Османли, Мицко Янкуловски (култура и изкуство)                                                                     |
| 2023   | Любчо Константинов (за цялостно творчество в областта на културата и изкуството)                                                                                       |